# Constante de dissociation
La constante de dissociation est la constante de réaction associée à la dissociation d'un composé chimique.
Si un composé de formule AxBy se dissocie selon la réaction
AxBy ↔ xA + yB
alors la constante de dissociation Kd est
{\displaystyle K_{\mathrm {d} }={\frac {[\mathrm {A} ]^{x}\times [\mathrm {B} ]^{y}}{[\mathrm {A} _{x}\mathrm {B} _{y}]}}}
où [X] est la concentration molaire de X.
On définit aussi le pKd comme étant : pKd = −log(Kd).

## Cas de l'eau
La constante de dissociation de l'eau, notée Ke (Kw en anglais), est la constante de réaction associée à la réaction chimique d'autoprotolyse de l'eau :
2H2O = H3O+ + HO−
Les produits de cette réaction sont les ions oxonium (anciennement appelés ions hydronium) et hydroxyde. À l'équilibre, et pour des solutions diluées, le Ke est égal au produit des concentrations en ions oxonium et hydroxyde.
Dans les CNTP :
Ke = [H3O+]×[HO−] = 10−14
et pKe = −log(Ke) = 14.
La réaction de dissociation de l'eau est naturelle et spontanée ; l'eau dans sa forme moléculaire est ainsi toujours associée aux ions oxonium et hydroxyde.